# Straight Outta Ca$hville
Straight Outta Ca$hville is het debuutalbum van Amerikaanse rapper Young Buck. Na de doorbraak van 50 Cent, en de debuutalbums van G-Unit en Lloyd Banks kreeg Young Buck zijn kans om door te breken. 'Straight Outta Ca$hville' werd een succes en verkocht meer dan een miljoen platen in de VS. Met name de single 'Shorty Wanna Ride' scoorde tevens goed.

## Achtergrond
'Straight Outta Ca$hville' is het derde album opgenomen onder G-Unit Records, het debuutalbum van Young Buck zelf, en kwam uit op 24 augustus 2004.
De titel van het album is een speling op het klassieke album uit 1989 van N.W.A, genaamd 'Straight Outta Compton', ditmaal verwijzend naar Buck's eigen geboortestad, Nashville.
Behalve G-Unit artiesten 50 Cent, Lloyd Banks en Tony Yayo verschijnen ook andere rappers als Snoop Dogg, Ludacris, Kon Artis, David Banner en Stat Quo op het album. De singles zijn achtereenvolgens "Let Me In", "Shorty Wanna Ride" en "Look At Me Now".
De track "Stomp" kwam even in opspraak nadat Ludacris het couplet van T.I. had gehoord, denkend dat zijn collega hem diste. Op uitnodiging van Young Buck nam Ludacris zelf een couplet op voor hetzelfde nummer, waarin hij T.I. aanviel. Uiteindelijk schrapte Young Buck het couplet van T.I. en maakte plaats voor een nieuw couplet van The Game. Ludacris en T.I. hebben hun ruzie inmiddels uitgepraat, en volgens T.I. was het niet zijn bedoeling om Ludacris te dissen. De track met zowel het couplet van T.I. als dat van Ludacris is nog wel als remix verkrijgbaar.

## Hits en verkoop
'Straight Outta Ca$hville' piekte op 3 in de Billboard Album Top 200, hield stand en verkocht circa 1,1 miljoen platen in de VS, waarmee het album de platinastatus behaalde. Wereldwijd werden er van het album 2,3 miljoen exemplaren verkocht.

## Tracklist
| Nr. | Titel                    | Producer(s)                          | Gast(en)                         | Duur |
| --- | ------------------------ | ------------------------------------ | -------------------------------- | ---- |
| 1   | "I'm a Soldier"          | Dre & Vidal, Felony                  | 50 Cent                          | 3:34 |
| 2   | "Do It Like Me"          | Chad Beats, Sha Money XL             |                                  | 3:51 |
| 3   | "Let Me In"              | Needlz                               | 50 Cent                          | 3:44 |
| 4   | "Look at Me Now"         | Kon Artis                            | Kon Artis                        | 4:26 |
| 5   | "Welcome to the South"   | Red Spyda                            | David Banner & Lil' Flip         | 3:50 |
| 6   | "Prices on My Head"      | Crown                                | Lloyd Banks & D-Tay              | 4:21 |
| 7   | "Bonafide Hustler"       | Diverse, Klasic (coproducer)         | 50 Cent & Tony Yayo              | 4:16 |
| 8   | "Shorty Wanna Ride"      | Lil' Jon                             |                                  | 4:21 |
| 9   | "Bang Bang"              | Needlz                               |                                  | 3:34 |
| 10  | "Thou Shall"             | Midi Mafia                           |                                  | 3:15 |
| 11  | "Black Gloves"           | Doug Wilson, Sean Cane (co-producer) |                                  | 3:16 |
| 12  | "Stomp"                  | DJ Paul & Juicy J                    | The Game & Ludacris              | 4:44 |
| 13  | "Taking Hits"            | DJ Paul & Juicy J                    | D-Tay                            | 3:47 |
| 14  | "Walk with Me"           | Dre & Vidal                          | Stat Quo                         | 4:10 |
| 15  | "DPG-Unit" (Bonus Track) | Black Jeruz, Sha Money XL            | 50 Cent, Lloyd Banks, Snoop Dogg | 4:06 |